# Dacryodes osika
Dacryodes osika är en tvåhjärtbladig växtart som först beskrevs av André Guillaumin, och fick sitt nu gällande namn av Herman Johannes Lam. Dacryodes osika ingår i släktet Dacryodes och familjen Burseraceae. Inga underarter finns listade i Catalogue of Life.